# Милорад Костић
Милорад (Јефтимија) Костић (Пролом, 1885—?) био је српски ратник. Носилац је Карађорђеве звезде са мачевима.

## Биографија
Рођен је 1885. године у Пролому срез косанички, од оца Јефтимија и мајке Јерине. Учествовао је у свим ратовима 1912—1918. године а Сребрни војнички орден КЗм добио је за показану храброст у борбама на Солунском фронту 1916. године. Истакао се као бомбаш, а у једном јуришу је био рањен у десну ногу. Као храбар ратник одликован је сребрном медаљом за храброст још у рату са Турцима 1912. године. Поред тога одликован је и италијанском медаљом за храброст, као и свим споменицама.
После ратова вратио се на своје имање у Пролому и са супругом Расимом имао је сина Светислава и кћери Даринку, Златију, Персу и Стојанку.
Првобитно презиме Милорадово било је Равић које је његова фамилија променила приликом досељавања у Костић. После завршетка Првог светског рата поново је враћено старо презиме Равић.